# Blaine (Kentucky)
Pour les articles homonymes, voir Blaine.
La ville de Blaine se trouve dans le comté de Lawrence, dans l’État du Kentucky, aux États-Unis. Elle comptait 245 habitants lors du recensement de 2000.

## Source
- (en) Cet article est partiellement ou en totalité issu de l’article de Wikipédia en anglais intitulé « Blaine, Kentucky » (voir la liste des auteurs).